# Geometrins historia

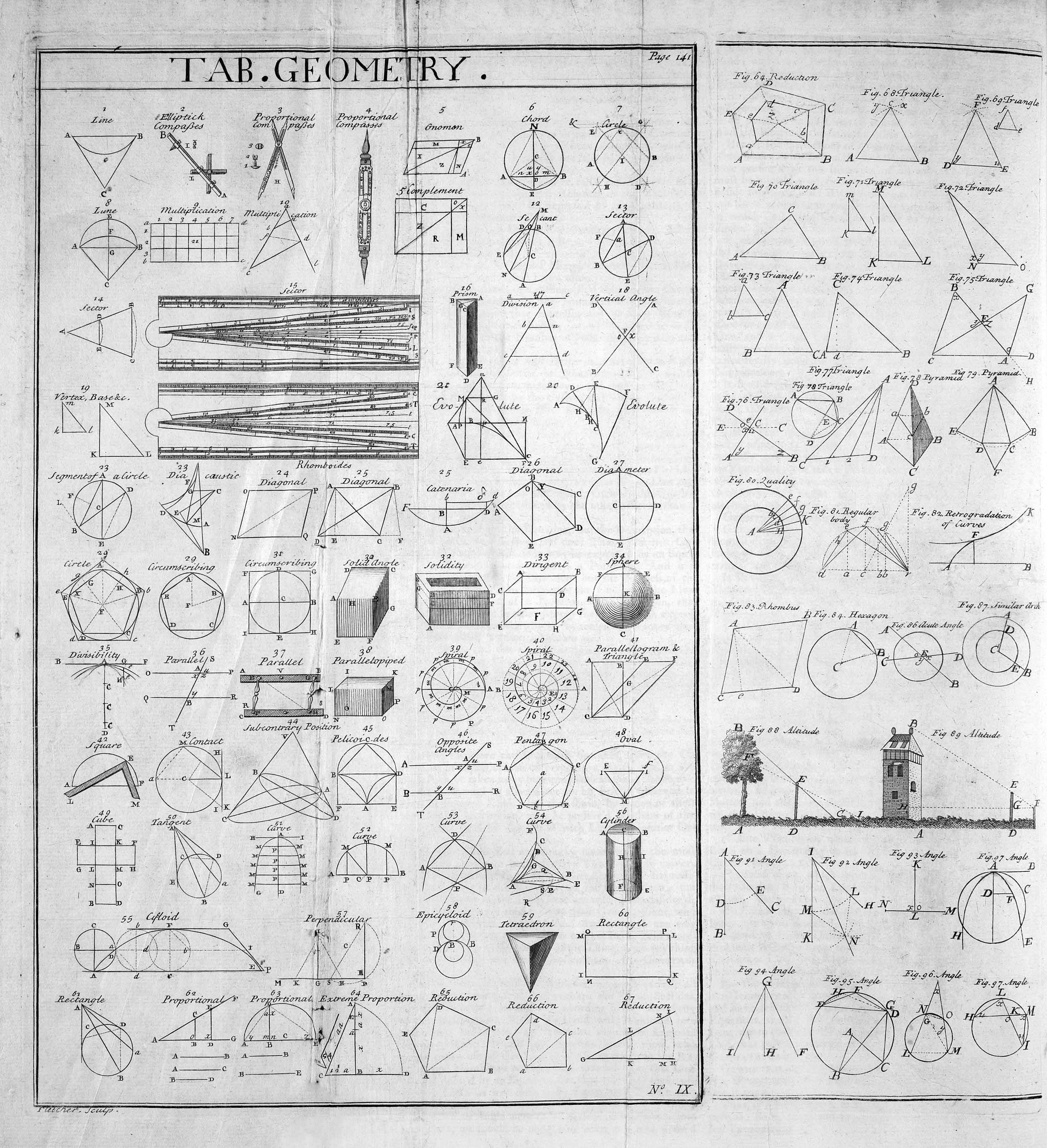
Del av "Tab.Geometry." (geometritabell) från 1728 Cyclopaedia, or an Universal Dictionary of Arts and Sciences.

Geometrins historia har långa rötter inom matematiken, och geometrin var långt utvecklad redan under antiken. Den uppstod som det kunskapsområde som handlade om rumsliga relationer. Geometri var ett av de två områdena av förmodern matematik, det andra var studiet av tal, aritmetiken. 
Klassisk geometri fokuserade på geometrisk konstruktion. Geometrin revolutionerades av den grekiske matematikern Euklides, som introducerade matematisk stränghet och den axiomatiska metoden, som fortfarande används. Hans bok, Elementa, anses allmänt var den mest inflytelserikaläroboken någonsin. Den var känd för alla bildade människor i Västerlandet fram till mitten av 1900-talet. 

## Den tidigaste geometrin
Den allra äldsta, bevarade geometrin, som kommer från den gamla Egypten och Babylonien med början omkring 3 000 f.Kr., var en samling empiriskt härledda principer om längd, vinklar, ytor och volymer, som man utvecklat för att tillfredsställa de praktiska behov som uppstått ur lantmäteri, konstruktion, astronomi och olika hantverk. Flera av dessa principer var förvånansvärt sofistikerade och dagens matematiker kan ha svårt att härleda dem utan att blanda in matematisk analys. Till exempel kände både egyptierna och babylonierna till Pythagoras sats omkring 1 500 år före Pythagoras. På senare tid har man gjort upptäckter som visar att babylonierna kan ha upptäckt astronomisk geometri 1400 år före europeerna.
Egyptierna kunde korrekt beräkna volymen på en stympad pyramid med kvadratisk bas och babylonierna hade trigonometriska tabeller.
I Kina hade man med största sannolikhet kommit lika långt inom matematiken, men av denna kunskap finns idag inga spår, mycket på grund av att kineserna använde papper i stället för lertavlor.

## Den grekiska perioden (600 f.Kr.–600 e.Kr.)
Under den grekiska perioden utvecklades geometrin till den högsta av alla vetenskaper och uppnådde en systematik och fulländning som inte uppnåddes inom något annat område. Med grekerna blev, på många vis, geometrin vad den förblivit sedan dess. Grekerna utvecklade geometrin till att omfatta många nya figurer, kurvor, ytor och kroppar. De ersatte tidigare induktiva metoder med logiska, deduktiva, de insåg att geometrin studerar abstrakta, ideala former och de upptäckte det axiomatiska system som, under mer än 2 000 år, betraktats som det ideala paradigmet för alla vetenskapliga teorier.

### Thales och Pythagoras
Thales (635–543 f.Kr.) från Jonien (dagens sydvästra Turkiet) brukar betraktas som den förste som applicerade deduktion inom matematiken. Han skrev deduktiva bevis för fem geometriska satser, men dessa bevis är försvunna. Pythagoras (582-496 f.Kr.) från först Jonien och senare Italien som då koloniserats av grekerna, kan ha studerat för Thales och gjorde förmodligen resor till Babylonien och Egypten. Han upptäckte inte den sats som idag bär hans namn, men han var den förste som kunde presentera ett deduktivt bevis för den. Pythagoras och hans lärjungar studerade matematik, musik och filosofi och tillsammans utforskade de det mesta av den geometri som idag studeras på gymnasiet. Dessutom upptäckte han, till sin egen förtvivlan, inkommensurabla sträckor och därmed de irrationella talen.

### Platon
Platon (427–347 f.Kr.), den filosof som grekerna skattade högst, lät ovanför ingången till sin berömda skola skriva in: "Ingen okunnig i geometrin må träda in under mitt tak". Platon var inte själv matematiker, men hans idéer om matematik fick stort inflytande. Matematiker accepterade hans övertygelse att geometrin uteslutande skulle använda sig av passare och en ograderad linjal och aldrig någon form av mätverktyg, gradskiva eller något annat verktyg som man förknippade med praktiskt hantverk. Detta maxim gjorde att man fördjupade sig i konstruktioner med passare och linjal och dess tre klassiska konstruktionsproblem: Hur man med dessa verktyg tredelar en vinkel; hur man konstruerar en kub med dubbelt så stor volym som en given kub; och hur man konstruerar en kvadrat med samma area som en given cirkel. Bevisen på omöjligheten i dessa konstruktioner dröjde ända till 1800-talet och ledde till viktiga slutsatser kring de reella talens natur. Aristoteles (384–322 f.Kr.), Platons främsta elev, skrev ett traktat om metodisk argumentation i deduktiva bevis, en metodlära som förblev oförändrad ända fram till 1800-talet.

### Euklides
Euklides (cirka 365–275 f.Kr.), som förmodligen studerade för en av Platons lärjungar, skrev ett verk i tretton delar, kallade böcker, med titeln Geometrins elementa som var en axiomatisk beskrivning av geometrin. Elementa var inte ett kompendium över grekernas samlade kunskap om geometri – Euklides skrev ytterligare åtta böcker om geometri - och det var inte heller det första eller enda verket som beskrev geometrins grunder, men Euklides verk var så överlägset alla andra att de snart slutade användas och sedan dess gått förlorade. I över 2000 år har Elementa varit en stor inspirationskälla för geometrin som vetenskap. Den egyptiske kungen Ptolemaios I bjöd in Euklides till universitet i Alexandria.
Elementa inleddes med definitioner av termer, grundläggande geometriska satser (kallade axiom eller postulat) och allmänna kvantitativa satser (så kallade "självklara påståenden") ur vilka all annan geometri kunde härledas deduktivt. I något förenklad form, var de fem euklidiska axiomen:
1. Två punkter kan förenas av en rät linje.
2. En ändlig rät linje kan förlängas till en oändlig rät linje.
3. En cirkel kan ha vilket centrum och vilken radie som helst.
4. Alla räta vinklar är identiska.
5. Om två linjer i planet skärs av en tredje linje (det vill säga en transversal) och de inre vinklarna mellan de två linjerna och transversalen på transversalens ena sida tillsammans är mindre än två räta vinklar, då kommer de två linjerna att skära varandra på just denna sida om transversalen (det s.k. parallellaxiomet).

Man kom snart underfund med att Euklides femte axiom kunde ersättas med den enklare satsen: "Givet en linje och en punkt som inte ligger på denna linje, finns det endast en linje i samma plan som den givna linjen som går genom den givna punkten och inte skär den givna linjen". Detta axiom brukar kallas Playfairs axiom efter den brittiske lärare som föreslog att det femte axiomet skulle bytas ut i alla skolböcker.
Enligt Platon skulle alla axiom var så elementära och självklara att de inte behövde bevisas. Euklides första fyra axiom levde upp till Platons krav, men det femte är inte lika enkelt. Många tycker att det inte är lika uppenbart självklart som de fyra andra utan att det snarare påminner om de teorem som Euklides härleder ur sina axiom. Euklides själv bevisade många av sina teorier om trianglar utan att använda sig av det femte axiomet vilket gjorde att man snart, förmodligen redan under Euklides livstid, började spekulera i att det femte axiomet i själva verket gick att bevisa med de fyra första axiomen. Detta bevis försökte man finna under många sekel, innan hela frågan fick sin upplösning på 1800-talet.

### Arkimedes
Arkimedes (287–212 f.Kr.) från Syrakusa på Sicilien, som på den tiden var en grekisk stadsstat, brukar kallas den störste av de grekiska matematikerna och en av de tre stora i historien (vid sidan av Newton och Gauss). Även om han inte hade gått till historien som matematiker, hade han blivit ihågkommen som fysiker, ingenjör och uppfinnare. I sin matematik utvecklade han metoder som starkt påminner om den analytiska geometrins koordinatsystem och integralkalkylens approximationer. Detta enda som saknades för att han skulle kunna skapa dessa matematiska discipliner var verkningsfulla algebraiska beteckningar som kunde uttrycka hans idéer.

### Efter Arkimedes
Den grekiska matematiken inledde en tillbakagång efter Arkimedes. Några få bidrag av marginell betydelse tillkom men geometrins guldålder var över. Proklos (410–485 e.Kr.) kommentarer till Euklides första bok tillhör den grekiska geometrins huvudtexter. Proklos var en utmärkt geometriker, men hans mest betydande insats bestod i att skriva kommentarer till tidigare generationers arbeten. I många fall har dessa original gått förlorade och det enda som återstår är Proklos kommentarer. 
Romarna presterade många goda ingenjörer men inga framstående matematiker.

## Medeltiden, renässansen och reformationen
Den islamiska dominansen i Mellanöstern, Nordafrika och Spanien inleddes omkring 640 e.Kr. Biblioteket i Alexandria brändes ned. De första framstående arabiska matematikerna ägnade sig mer åt algebra än geometri även om exempelvis poeten och geometrikerna Omar Khayyam bidrog med viktiga kommentarer till ämnet. I Europa förföll matematiken till den grad att till och med de klassiska verken gick förlorade där och bara överlevde via de islamiska lärdomscentrerna.
Under medeltidens slut studerades de klassiska grekiska och romerska verken i islamiska bibliotek och översattes från arabiska till latin. Man återupptäckte Euklides Elementa och geometrins deduktiva metoder återerövrades. Utvecklingen av geometrin i enlighet med Euklides metoder återupptogs och ett stort antal viktiga och till och med eleganta teorem och begrepp tillkom.

## 1600-talet och början av 1700-talet
I början av 1600-talet skedde två viktiga framsteg inom geometrin. Den första och viktigaste var Descartes (1596–1650), som 1637 utgav "Dicsours de la méthode". och Fermats (1601–1665) introduktion av den analytiska geometrin – geometri som använder sig av koordinater och ekvationer. Den andra framgången var Desarges (1591–1661) systematiska studium av den projektiva geometrin – studiet av geometri utan användning av måttenheter, egenskaper som inte påverkas av projektion (till exempel hur punkter relaterar sig till varandra). Redan grekerna hade börjat utforska den projektiva geometrin, i synnerhet Pappus (ca 340 e.Kr.), men dess storhetstid kom med Poncelet (1788–1867).
I slutet av 1600-talet utvecklade, oberoende av varandra, Newton (1642–1727) och Leibniz (1646 - 1716) differentialkalkylen. Det blev början på ett helt ny gren inom matematiken som idag kallas analys. Även om analysen inte utgör en del av geometrin fick den stor betydelse för lösningen av två typer av geometriska problem som länge förblivit olösliga: att hitta tangenten till godtyckliga kurvor och att finna arean hos en yta som omsluts av sådana kurvor. Genom differentialkalkylen reducerades dessa gamla problem till i grunden enkla beräkningar.

## Slutet av 1700-talet och 1800-talet

### Icke-euklidisk geometri
Det gamla problemet att bevisa Euklides parallellpostulat ur hans fyra första hade inte glömts bort. Kort efter hans egen livstid gjordes många försök att producera ett hållbart bevis, men alla försök visade sig för eller senare falla genom att de introducerade en sats som inte gick att härleda ur de fyra första postulaten. Omkring 1700 hade man dock upptäckt en hel del kring vad som gick att bevisa med dessa första postulat och vilka fällor som var förknippade med beviset av de femte. Saccheri, Lambert och Legendre gjorde var och en för sig viktiga upptäckter kring detta bevis under 1700-talet, men ingen av dem lyckades hitta lösningen. I början av 1800-talet valde Gauss, Bolyai och Lobatjevskij en annan väg. Oberoende av varandra drog de slutsatsen att det var omöjligt att bevisa parallellpostulatet och började istället utveckla en fristående geometri där postulatet var falskt. Dessa försök var framgångsrika och ledde fram till den första icke-euklidiska geometrin. 1854 presenterade Riemann, som studerat för Gauss, ett banbrytande arbete där han visade hur differentialkalkylen kunde appliceras på rum med godtyckligt antal dimensioner, det vill säga en fristående geometri som var giltig för alla släta ytor. Det blev grunden till en annorlunda icke-euklidisk geometri som senare fick stor betydelse för bland annat Einsteins relativitetsteori.
Det återstod dock att matematiskt bevisa att den icke-euklidiska geometrin var fristående på samma sätt som den euklidiska. Detta gjordes första gången av Beltrami 1868. En konsekvens vara att det femte postulatet föll en gång för alla. En fråga kvarstod dock: "Vilken geometri gäller för den fysiska verklighet vi befinner oss i?" Matematiker fann att den frågan bara kan besvaras genom fysiska experiment och visade att sådana fysiska undersökningar måste involvera interstellära avstånd. Med relativitetsteorin visade det sig att den frågan skulle bli avsevärt mer komplicerad.

### Introduktion av matematisk stringens
Alla försök att bevisa parallellpostulatet visade att det var mycket svårt för geometriker att hålla isär ett logiskt resonemang från den egna, intuitiva bilden av det fysiska rummet och, sedan det visat sig omöjligt att bevisa postulatet, att det var grundläggande att verkligen hålla isär dessa saker. En lång och noggrann undersökning hade till sist uppdagat logiska brister i Euklides resonemang och outtalade antaganden som hans argumentation vilade på. Samtidigt drabbades differentialkalkylen och den numeriska analysen av en kris sedan man misslyckats med att hantera betydelsen av oändliga processer som konvergens och kontinuitet. I geometrin fanns ett påtagligt behov av en ny uppsättning postulat som var helt oklanderliga och stod helt oberoende av bilder på ett papper och vår intuitiva bild av ett rum. Dessa axiom kunde Hilbert presentera i sin avhandling Grundlagen der Geometrie 1894. Även om liknande axiom presenterats några år tidigare, kunde de inte mäta sig med Hilberts som var lika sparsamma och eleganta som Euklides.

### Topologi
I mitten av 1800-talet stod det klart att vissa matematiska resonemang tycktes gälla när liknande idéer studerades på tallinjen, i två dimensioner och i tre dimensioner. Det ledde fram till idén om ett mer generellt metriskt rum med n dimensioner som medgav att resonemangen kunde generaliseras för att sedan appliceras på specialfall. Denna generella geometri, senare känd som topologi, studerade i första hand egenskaper hos sådana n-dimensionella figurer som kontinuitet och antalet kanter snarare än vinklar och avstånd som varit så betydande för den euklidiska geometrin. Topologin blev snabbt en helt fristående gren av matematiken.